# Луций Опимий
Луций Опимий (на латински: Lucius Opimius) e римски консул през 121 пр.н.е. заедно с Квинт Фабий Максим Алоброгик.

## Политическа кариера
Луций Опимий е през 125 пр.н.е. претор и потушава въстанието в италийския град Fregellae. Като консул той прекратява със сила масовия протест на Авентин, организиран от Гай Гракх и Марк Фулвий Флак, понеже не са преизбрани. Убити са Флак и Гай Гракх и много други. След това Опимий съставя трибунал и осъжда 3000 души, заради подкрепа на Гракх, на смърт. През 120 пр.н.е. Опимий е даден под съд за това, но Гай Папирий Карбон постига неговото оправдание.
През 116 пр.н.е. Опимий ръководи комисията, която разделя Нумидия между Югурта и брат му Адхербал. По-късно членовете на комисията са съдени за вземане на подкупи от Югурта. Опимий е изпратен в изгнание в Дирахиум, където и умира.
1. ↑  L. Opimius (4) Q. f. Q. n. //   Посетен на 10 юни 2021 г.
2. ↑  1476 //   Посетен на 10 юни 2021 г.